# Travolto dagli affetti familiari
Travolto dagli affetti familiari (O Regresso do Macho Latino) é um filme italiano de 1978, dirigido por Mauro Severino.
Estreou em Portugal a 4 de Junho 1982.

## Sinopse
Um proxeneta divide o seu amor entre a sua avó e um cão.